# Tammy MacIntosh

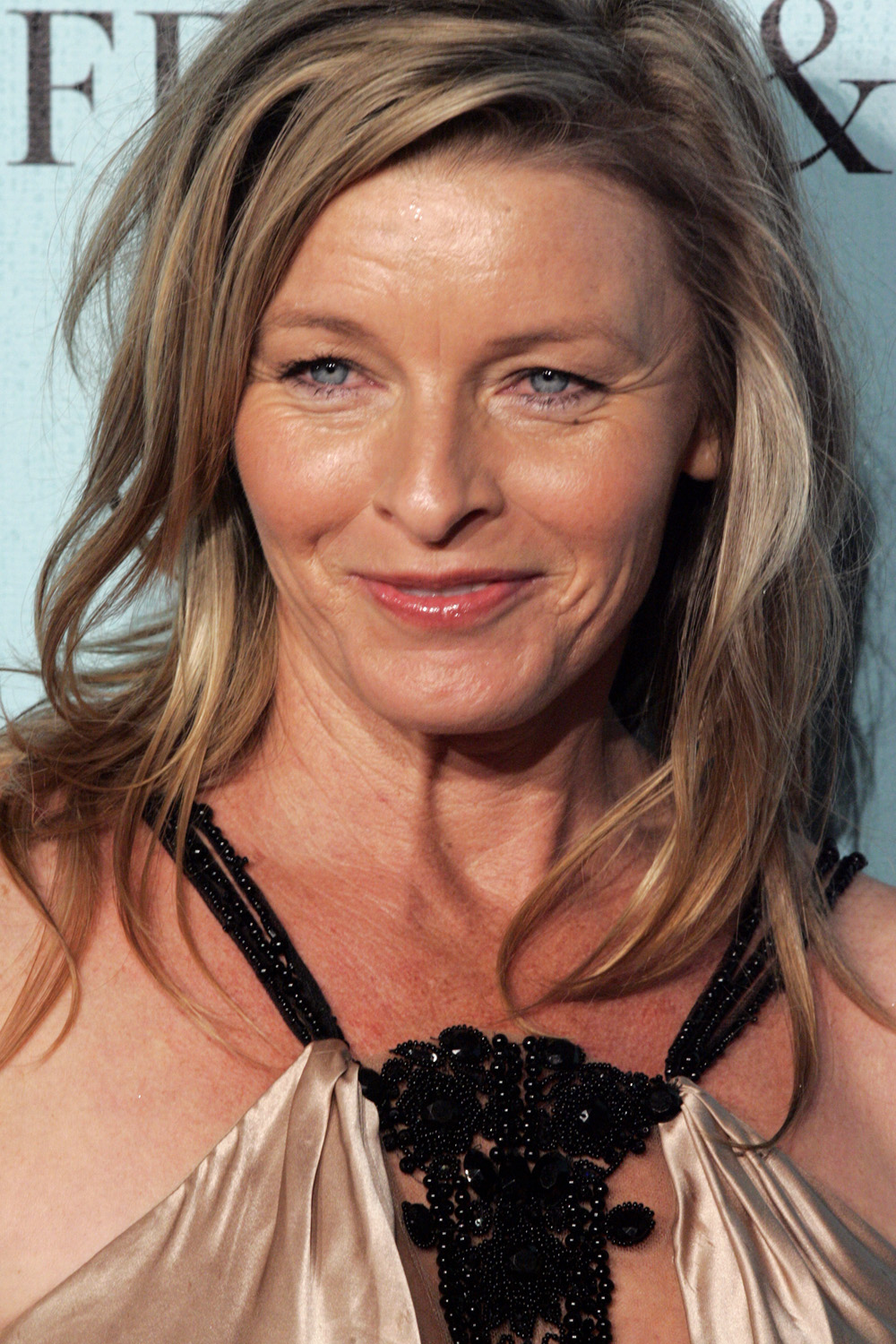
Tammy MacIntosh (2013)

Tammy MacIntosh (* 16. Februar 1970 in Perth, Western Australia) ist eine australische Schauspielerin. Bekannt ist sie für die Rolle der Dr. Charlotte Beaumont in der Fernsehserie All Saints.

## Leben
MacIntosh hatte 1990 ihren ersten Fernsehauftritt in der Serie Die fliegenden Ärzte, in der sie die Annie Rogers spielte. Es folgten etliche weitere Auftritte in Fernsehserien. Größere Rollen hatte sie als Stacy in Bingles (1992–1993), als Const. Kathy Orland in Police Rescue – Gefährlicher Einsatz (1992–1995), als Kim Devlin in Wildside (1997–1998), als Christine Rutherford in Something in the Air (2000), als Melissa in Jeopardy (2002), als Joolushko Tunai Fenta Hovalis in Farscape (2001–2002), als Dr. Charlotte Beaumont in All Saints (2002–2009) und als Cmdr Maxine „Knocker“ White in Sea Patrol (2010–2011).
Filme, in denen sie spielte, sind The Feds: Betrayal (1993), Police Rescue – Profis unter Verdacht (1994), Missbrauchte Kinder (1996), McLeods Töchter (1996), River Street (1996), Besser als Sex (2000), Farscape: The Peacekeeper Wars (2004) und A Heartbeat Away (2011).
Mit ihrem Ehemann Mark Yeats hat sie einen Sohn.

## Filmografie
- 1990: Die fliegenden Ärzte (The Flying Doctors, Fernsehserie, 17 Folgen)
- 1991: Chances (Fernsehserie, eine Folge)
- 1992–1993: Bingles (Fernsehserie, 23 Folgen)
- 1992–1995: Police Rescue – Gefährlicher Einsatz (Police Rescue, Fernsehserie, 35 Folgen)
- 1993: The Feds: Betrayal (Fernsehfilm)
- 1994: Police Rescue – Profis unter Verdacht (Police Rescue)
- 1995: G.P. (Fernsehserie, eine Folge)
- 1996: Missbrauchte Kinder (Whipping Boy)
- 1996: McLeods Töchter (McLeod’s Daughters, Fernsehfilm)
- 1996: River Street
- 1997–1998: Wildside (Fernsehserie, sechs Folgen)
- 1998: Good Guys Bad Guys (Fernsehserie, eine Folge)
- 1999: Stingers (Fernsehserie, eine Folge)
- 2000: Grass Roots (Fernsehserie, vier Folgen)
- 2000: Besser als Sex (Better Than Sex)
- 2000: Something in the Air (Fernsehserie, acht Folgen)
- 2001–2002: Farscape (Fernsehserie, 18 Folgen)
- 2002: Jeopardy (Fernsehserie, 13 Folgen)
- 2002–2009: All Saints (Fernsehserie, 221 Folgen)
- 2004: Farscape: The Peacekeeper Wars (Fernsehfilm)
- 2005: Repetition
- 2010–2011: Sea Patrol (Fernsehserie, 28 Folgen)
- 2011: A Heartbeat Away
- 2001: East West 101 (Fernsehserie, eine Folge)
- 2011: Sleeping Beauty
- 2011: Crownies (Fernsehserie, eine Folge)
- 2012: Miss Fishers mysteriöse Mordfälle (Miss Fisher’s Murder Mysteries, Fernsehserie, vier Folgen)
- 2015–2019: Wentworth (Fernsehserie, 46 Folgen)
- 2021: The Drover’s Wife – Die Legende von Molly Johnson (The Drover’s Wife)
- 2022: The Longest Weekend
- 2024: Inside